# 董彦平
董彦平（1896年—1976年11月5日），中華民国政治和軍事人物。旧名芝芳，字佩青。內蒙古科尔沁右翼前旗（今屬吉林省洮南市）人。

## 生平
1918年春，董彦平前往日本留学。1921年在明治大学獲得法學學士學位。回到中華民國後前往東北陸軍講武堂學習，1925年畢業。1927年冬，再次前往日本陸軍大学校留學，1930年畢業。回到中華民國後任东北边防军司令长官公署军事秘书。
1931年11月，任天津戒严司令部参谋长、後轉任第105師参謀長。1935年秋，任第105師第1旅少将旅長。1937年任第49軍副軍長。抗日戰爭爆發後參加滄州会戦和淞滬抗戰。後任軍訓部检閲主任、督训处长，轉任第11集團軍總司令部参謀長。1945年8月，任军事委员会委员长东北行营副参谋长，又兼任驻苏联军事代表团团长。1946年冬任制憲国民大会代表。1947年冬當選為国民大会代表。1948年2月，擔任安東省政府主席。同年5月成為東北行轅政務委員会委員。
隨著第二次国共内戰中国国民党作戰失利，董彦平逃到台湾，並保留國民大會代表身份。後任中華学術院東北研究所所長。他還擔任過国民党中央政策委員会副秘書長以及中央党務顧問。1976年11月5日，董彦平在台北市去世。享年80歲。

### 腳註
1. ↑  安東省全境於董彥平就任時已由共產黨管轄，因而省政府機構設於瀋陽，1948年11月2日省政府隨瀋陽被解放軍佔領而消亡。